# Zniknięcie słonia
Zniknięcie słonia (jap. 象の消滅 Zō no shōmetsu) – zbiór opowiadań Harukiego Murakamiego. 
Opowiadania zostały napisane w latach 1980–1991 i opublikowane w Japonii w różnych czasopismach. Zbiór został przygotowany przez Gary’ego Fisketjona (redaktora Murakamiego w wydawnictwie Alfred A. Knopf) i po raz pierwszy opublikowany w tłumaczeniu na język angielski (tłum. Alfred Birnbaum i Jay Rubin) w Stanach Zjednoczonych w 1993 roku. Jego japoński odpowiednik został wydany w roku 2005. Zanim wydano zbiór, kilka opowiadań (często w innym tłumaczeniu), zostało opublikowanych w czasopismach, takich jak: „The New Yorker”, „Playboy”, „The Magazine”. W zbiorze znajduje się siedemnaście opowiadań, a tytuł wydania został wzięty z ostatniego z nich. Polskie wydanie ukazało się w 2012 roku w tłumaczeniu Anny Zielińskiej-Elliott.
Opowiadania w Zniknięciu słonia:
- 1. Ptak nakręcacz i wtorkowe kobiety (wczesna wersja pierwszego rozdziału Kroniki ptaka nakręcacza)
- 2. Ponowny napad na piekarnię
- 3. Komunikat kangura
- 4. O tym, jak w pewien kwietniowy poranek spotkałem stuprocentowo idealną dziewczynę
- 5. Sen
- 6. Upadek cesarstwa rzymskiego, powstanie Indian w 1881, napaść Hitlera na Polskę oraz świat miotany wichrem
- 7. Lederhosen
- 8. Spalenie stodoły
- 9. Zielony zwierz
- 10. Sprawa rodzinna
- 11. Okno
- 12. TV People
- 13. A Slow Boat to China
- 14. Tańczący karzeł
- 15. Ostatni trawnik tego popołudnia
- 16. Milczenie
- 17. Zniknięcie słonia